# Cmentarz rzymskokatolicki w Pabianicach
Cmentarz rzymskokatolicki w Pabianicach – położony jest w środkowej części zespołu pabianickich nekropolii między ulicami Orlą i Kilińskiego. Wejście główne od strony ulicy Kilińskiego.

## Historia
W 1824 roku władze Pabianic wykupiły łąki w pobliżu wsi Jutrzkowice i przeznaczono je na miejsce katolickich pochówków. Dwa lata później proboszcz Leonard Urbankiewicz poświęcił cmentarną ziemię. Najstarsza, pierwotna część cmentarza to teren dzisiejszych kwater 1, 2, 3. W miarę zwiększania się liczby mieszkańców Pabianic, powiększano wielokrotnie także cmentarz. Odbywało się to poprzez przyłączenie wykupionych gruntów sąsiadujących z cmentarzem. Niektórzy właściciele przekazywali grunty w postaci darowizn. Pierwsze powiększenie cmentarza miało miejsce podczas epidemii cholery w 1852 roku podczas której zmarłych chowano w mogiłach zbiorowych.
Na osi alei w centrum znajduje się neogotycka kaplica cmentarna z 1885 roku. Najstarszy zachowany na cmentarzu katolickim nagrobek postawiono w 1835 Józefie Ochimowskiej. Ma on formę dwukondygnacyjnej kapliczki z trzema prześwitami arkadowymi. Pochowano tu powstańców styczniowych z 1863, są też kwatery żołnierzy polskich poległych we wrześniu 1939 roku z pomnikiem w formie bloku z piaskowca z krzyżem Virtuti Militari i napisem „Bohaterom poległym w obronie Ojczyzny – spoczywa tutaj 314 żołnierzy i oficerów 15 Pułku Piechoty „Wilków”.
W końcu XIX w. wyodrębniono z terenu cmentarza katolickiego miejsce przeznaczone na chowanie zmarłych wyznania prawosławnego – tzw. kwaterę rosyjską, która funkcjonowała do II wojny światowej. Kwatera ta zajmowała część dzisiejszych kwater 8 i 9 (aktualnie można tędy przejść na cmentarz ewangelicki). 
Podczas okupacji niemieckiej w czasie II wojny światowej Niemcy najstarszą część cmentarza (kwatery 1,2,3 i część 4) przyłączyli do cmentarza ewangelickiego. Zniszczeniu uległo wtedy wiele starych grobów i pomników. Podczas wojny władze okupacyjne przygotowały plan powiększenia cmentarza o tereny przylegające do cmentarnego muru od strony południowej. W tym celu w murze zrobiono szerokie przejście i sporządzono szczegółowe plany kwater, ale nie zrealizowano tego projektu. Przejście to istnieje w niezmienionym stanie do dnia dzisiejszego i łączy cmentarz rzymskokatolicki z cmentarzem komunalnym.
W okresie powojennym zaczęło brakować miejsc pod nowe groby. Władze miasta z niezrozumiałych powodów zwlekały z powiększeniem cmentarza. Rozpoczęto likwidowanie starych, zaniedbanych grobów. Zniszczeniu uległo wówczas wiele potencjalnych zabytków. Niektóre pomniki uchronił kierownik cmentarza, ustawiając je przy alejce wiodącej do przejścia z cmentarza katolickiego na komunalny. Powstało niewielkie lapidarium. Na murze kaplicy cmentarnej od strony północnej umieszczono kilka tablic ze starych, zaniedbanych grobów. Dziś tych tablic już nie ma i los ich jest nieznany. 

## Kaplica
Kaplica cmentarna jest neogotycką budowlą z cegły, na planie prostokąta z dwuspadowym dachem. Nad wejściem zwieńczona wieżą wbudowaną w korpus, a od zachodu zamknięta trójboczną apsydą. Kaplicę wybudowała w 1885, znana w Pabianicach, firma Józefa Hansa. Data budowy znajduje się na potężnej antabie drzwi wyjściowych. Pierwotnie kaplica była nieotynkowana z metalowymi oknami. W sierpniu 1939 roku otynkowano mur cmentarny wzdłuż ul. Kilińskiego i kaplicę. Po zakończeniu wojny na wieży zawieszono dzwon zabrany z mauzoleum na cmentarzu ewangelickim. Pierwotny dzwon pochodzący z „zapasów’ parafii staromiejskiej został skradziony przez Niemców podczas okupacji. W 1971 r. zabrano do konserwacji barokowy krucyfiks wiszący w kaplicy. Krzyż posiadający wartość zabytkową i artystyczną po odnowieniu umieszczono w kościele św. Mateusza i św. Wawrzyńca. Dzisiejszy wygląd wnętrza kaplica otrzymała w latach 1962-65. Zakład Kamienia Budowlanego w Łodzi wykonał marmurową posadzkę, boazerię i ołtarz. Mensa ołtarzowa wykonana została z piaskowca. Umieszczono w niej puszkę z relikwiami różnych świętych, ponieważ kaplica nie ma swojego patrona. W 1985 r. w oknach i nad wejściem umieszczono witraże projektu artysty plastyka Heleny Papée-Bożyk z Krakowa. Tytuły witraży: strona południowa – „Zdjęcie z krzyża Pana Jezusa” i „Wskrzeszenie Łazarza”, strona północna – „Wniebowzięcie Matki Boskiej’ i „Zmartwychwstanie Pana Jezusa”, nad wejściem „Zbawiciel Świata”. W 2012 roku ukończono kolejny remont kaplicy cmentarnej, podczas którego wymieniono konstrukcję i pokrycie dachu, na wieży założono instalację odgromową, całość pomalowano. Odnowiono również drzwi wejściowe z antabą. Kaplica jest wpisana na listę zabytków.

## Krzyż
Przed kaplicą przez wiele dziesięcioleci stał wysoki, betonowy krzyż, wzniesiony przez firmę kamieniarską Ottona Grossa w 1935 roku na skrzyżowaniu alei głównej i dwóch bocznych. 1 listopada niemal tonął w ogniu świec i zniczy. Bardzo wielu pabianiczan po odwiedzeniu grobów swoich najbliższych zapalało znicze na grobach żołnierzy września 1939 r. i właśnie wokół krzyża pod kaplicą. Krzyż miał wysokości około 10 metrów i wykonany był ze zbrojonego betonu. Stał na głównej alei cmentarza 73 lata. Niekonserwowany – zaczął niszczeć. Odpadały z niego kawałki betonu, które zagrażały ludziom. Utrudniał przemarsz konduktów pogrzebowych i ruch pojazdów gospodarczych administracji cmentarza. Kuria Biskupia w Łodzi wydała więc decyzję o jego rozebraniu. W 2008 roku postawiono nowy, metalowy krzyż za kaplicą przy apsydzie.